# Wolf-Heinrich von Helldorff
Wolf Heinrich, conde de Helldorff (Merseburg, Alemania; 14 de octubre de 1896 - Plötzensee, 15 de agosto de 1944) fue un miembro de la «vieja guardia» de Hitler, Comandante de Policía (Polizeipräsident) de Berlín, general de la SS y uno de los conspiradores del atentado contra Hitler en 1944.

## Biografía

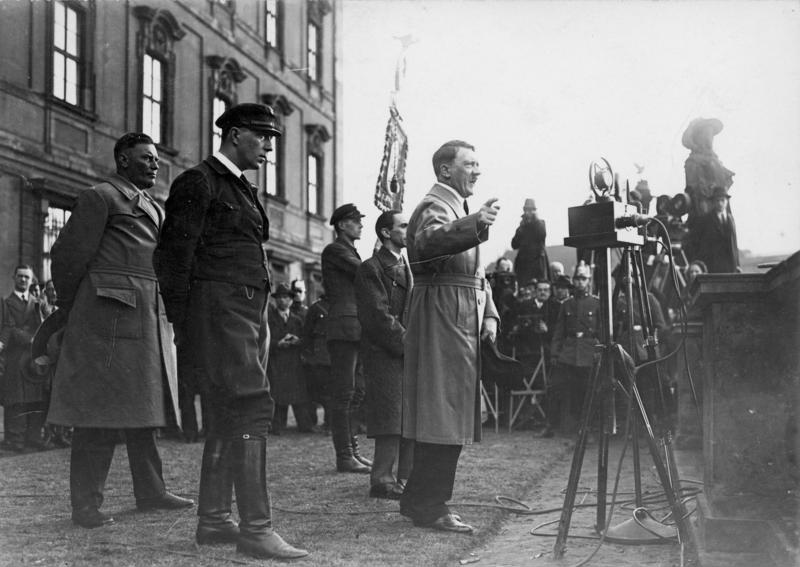
Graf Helldorff en primer plano, al lado de Wilhelm Brückner y Hitler en 1932.

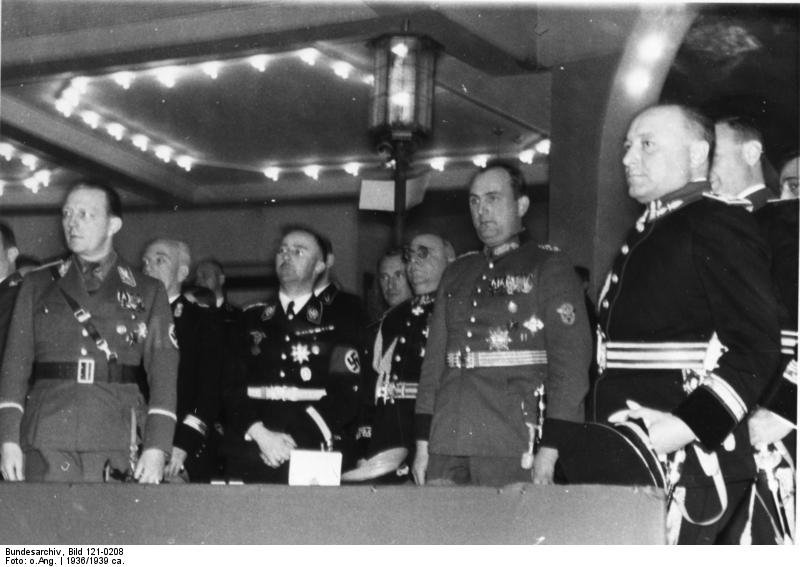
Wolf Heinrich Graf Helldorff en primer plano a la derecha de la foto, al fondo Himmler y Kurt Max Franz Daluege

Wolf Heinrich, Conde de Helldorff nació en Merseburg en 1896, era hijo de terratenientes en Prusia. Durante la Primera Guerra Mundial se unió al Reichswehr y alcanzó el grado de teniente. Terminada la guerra fue miembro del parlamento prusiano.
En 1931, se une a las SA de Ernst Röhm y funge como führer de las SA. Helldorff perteneció, además, a la guardia personal de Hitler entre 1931 y 1932, durante su campaña presidencial.
En 1933 se le dio el cargo de Jefe de Policía en Potsdam. Ese año ingresó a las SS y se hizo cargo como Jefe de Policía en Berlín donde cometió abusos contra la población judía berlinesa.
En 1935 obtuvo ganancias por extorsionar a judíos ricos, apoderándose de los pasaportes para luego arrestarlos y pedir cuantiosas sumas de dinero por otorgárselos y permitirles la salida de Alemania.
En 1937 fue miembro representante del Partido Nazi en el Reichstag.
Es sindicado por algunas literaturas adoptando la actitud pasiva de la policía en la persecución de los judíos de Berlín por parte de las SS siendo incompetente en su actuación en la noche de los cristales rotos en 1938. Graf Helldorff contaba con la total aprobación de Himmler y fue considerado como un baluarte antisemita, alcanzando el grado de general de las SS.
Durante la Segunda Guerra Mundial se mantuvo en ese mismo cargo como Jefe de Policía de Berlín y después del atentado del 20 de julio de 1944, es sindicado por la Gestapo como parte de la organización que debía asumir el control de Berlín junto a los conspiradores. De hecho, Graf Helldorff fue declarado culpable por omisión frente a la rebelión del ejército de reserva y de mantenerse a la expectativa en actitud pasiva.
Es procesado por el juez Roland Freisler y condenado a morir en la horca en la prisión de Plötzensee el 15 de agosto de 1944.